# (12711) Tukmit
(12711) Tukmit est un astéroïde Apollon découvert le 19 janvier 1991 par Jean Mueller à l'observatoire Palomar.

## Visite prévue
Les autorités chinoises avaient annoncé qu'elles espéraient explorer cet objet avec la sonde Chang'e 2 après sa visite de (4179) Toutatis, toutefois ce projet n'est plus d'actualité.